# Krokoit
Krokoit, veraltet auch als Rotbleierz oder chromsaures Blei sowie unter seiner chemischen Bezeichnung Bleichromat bekannt, ist ein selten vorkommendes Mineral aus der Mineralklasse der „Sulfate (einschließlich Selenate, Tellurate, Chromate, Molybdate und Wolframate)“ mit der chemischen Zusammensetzung Pb[CrO4].
Krokoit kristallisiert im monoklinen Kristallsystem und entwickelt teilweise sehr formenreiche, meist aber lange, prismatische bis nadelförmige Kristalle bis etwa 15 Zentimeter Länge, die parallel der c-Achse gestreckt und gestreift sind. Die Kristallenden sind oft unvollendet und oft hohl. Ebenso häufig finden sich radialstrahlige Büschel aus zufällig verwachsenen Kristallen und gelegentlich auch derbe Massen und krustige Überzüge.
Die Farbe der durchsichtigen bis durchscheinenden Kristalle variiert zwischen einem kräftigen Gelb über Gelborange bis zu einem leuchtenden Hyazinthrot mit einem fett- bis diamantähnlichen Glanz. Unter Lichteinfluss kann die Farbe allerdings mit der Zeit verblassen.
Mit einer Mohshärte von 2,5 bis 3 liegt Krokoit zwischen den Referenzmineralen Gips (2) und Calcit (3), lässt sich also schon mit einer Kupfermünze ritzen.

## Etymologie und Geschichte

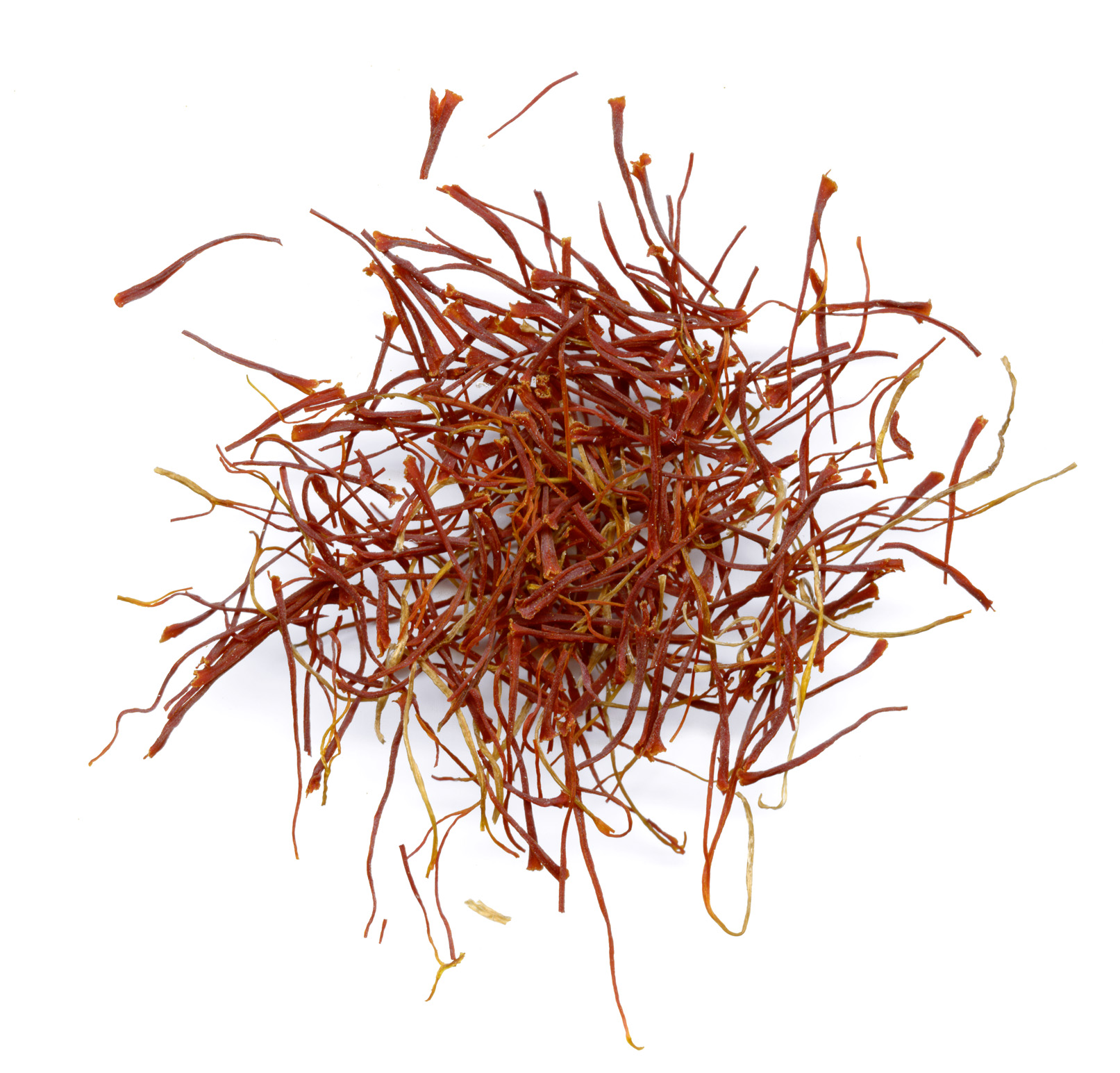
Getrocknete Safranfäden

Eine erste Erwähnung des Minerals findet sich 1763 in einem Reisebericht von Michail Wassiljewitsch Lomonossow, der nach seiner Rückkehr aus Sankt Petersburg darüber berichtete, dass der dort als Professor für Chemie arbeitende Johann Gottlob Lehmann ein „Rotes Blei aus Sibirien“ bzw. „Rotes Bleierz von Beresowsk“ (heute Berjosowski (Swerdlowsk)) entdeckt hatte und untersuchte. Diese Bezeichnung findet sich verkürzt auf „Roth Bleierz“ (Rotbleierz) auch in den Aufzeichnungen von Abraham Gottlob Werner. In seiner etwas ausführlicheren Beschreibung von 1766 wies Lehmann unter anderem darauf hin, dass das Mineral in Salzsäure aufgelöst eine Lösung mit schöner grüner Farbe ergab und fand auch Blei in der Verbindung, jedoch kein neues Element. Lehmann konnte allerdings seine Untersuchungen nicht mehr zu Ende führen, da er 1767 plötzlich verstarb.
Die genaue Bestimmung der Zusammensetzung des Minerals bereitete vielen Analytikern ungewöhnliche Schwierigkeiten und auch Martin Heinrich Klaproth scheiterte, da ihm nicht genügend Material zur Verfügung stand. Erst Louis-Nicolas Vauquelin gelang 1797 die Analyse des Materials und er konnte das bisher unbekannte Element Chrom aus der Verbindung isolieren.
1832 prägte François Sulpice Beudant den Namen „Crocoïse“ nach dem altgriechischen Wort κρόκος [krókos] für Safran, da ihn die auffällige Farbe des Minerals an die Farbe von getrockneten Safranfäden erinnerte. Als Synonyme werden in seiner Beschreibung noch Plomb chromaté, Plomb rouge, Roth Bleierz, Chromblei und Chromsaures Blei aufgeführt. In seiner 1854 veröffentlichten 4. Auflage der Mineralsystematik bezeichnete James Dwight Dana die von Beudant geprägte Namensform als schlechte Wahl und verwies auf die 1838 veröffentlichte Abwandlung des Namens durch Franz von Kobell nach Crocoisit, gemäß der in der mineralogischen Nomenklatur üblichen Form. Eine letzte Anpassung des Namens auf die bis heute gültige Form Krokoit erfolgte 1841 von August Breithaupt, die 1868 auch von Dana in seiner 5. Auflage der Mineralsystematik übernommen wurde.
Nicht mehr gebräuchlich ist dagegen die durch Friedrich Hausmann 1813 überlieferte Bezeichnung Kallochrom aus dem griechischen κάλλος für Schönheit und χρώμα für Farbe.
Henry James Brooke und William Hallowes Miller beschrieben 1852 ein neues Mineral und bezeichneten es nach seinem Entdecker Johann Gottlob Lehmann als Lehmannit. Bei späteren Untersuchungen stellte sich jedoch heraus, dass dieses Mineral in der Zusammensetzung identisch mit dem bereits bekannten Krokoit war. Der Mineralname Lehmannit wurde daher diskreditiert und gilt seitdem als Synonym für den Krokoit.
Als genaue Typlokalität gilt heute (2014) die Grube „Tsvetnoi“ am Berg Uspenskaya in der Gold-Lagerstätte Berjosowski (Berezovsk, Beresowsk), Oblast Swerdlowsk im russischen Uralgebirge. Typmaterial des Minerals wird im Muséum national d’histoire naturelle in Paris aufbewahrt.
Da der Krokoit bereits lange vor der Gründung der International Mineralogical Association (IMA) bekannt und als eigenständige Mineralart anerkannt war, wurde dies von ihrer Commission on New Minerals, Nomenclature and Classification (CNMNC) übernommen und bezeichnet den Krokoit als sogenanntes „grandfathered“ (G) Mineral. Die seit 2021 ebenfalls von der IMA/CNMNC anerkannte Kurzbezeichnung (auch Mineral-Symbol) von Krokoit lautet „Crc“.

## Klassifikation
Bereits in der veralteten 8. Auflage der Mineralsystematik nach Strunz gehörte der Krokoit zur Mineralklasse der „Sulfate, Chromate, Molybdate und Wolframate“ und dort zur Abteilung „Chromate“, wo er gemeinsam mit Chromatit und Tarapacáit in der „Tarapacáit-Krokoit-Gruppe“ mit der Systemnummer VI/E.01 steht.
In der zuletzt 2018 überarbeiteten Lapis-Systematik nach Stefan Weiß, die formal auf der alten Systematik von Karl Hugo Strunz in der 8. Auflage basiert, erhielt das Mineral die System- und Mineralnummer VI/F.01-030. Dies entspricht ebenfalls der Abteilung „Chromate [CrO4]2−“, wo Krokoit zusammen mit Chromatit und Tarapacáit eine unbenannte Gruppe mit der Systemnummer VI/F.01 bildet.
Auch die von der IMA zuletzt 2009 aktualisierte 9. Auflage der Strunz’schen Mineralsystematik ordnet den Krokoit in die Abteilung „Chromate“ ein. Diese ist allerdings weiter unterteilt nach der möglichern Anwesenheit zusätzlicher Anionen, so dass das Mineral entsprechend seiner Zusammensetzung in der Unterabteilung „Ohne zusätzliche Anionen“ zu finden ist, wo es als einziges Mitglied eine unbenannte Gruppe mit der Systemnummer 7.FA.20 bildet.
In der vorwiegend im englischen Sprachraum gebräuchlichen Systematik der Minerale nach Dana hat Krokoit die System- und Mineralnummer 35.03.01.01. Das entspricht ebenfalls der Klasse der „Sulfate, Chromate und Molybdate“, dort allerdings der Abteilung „Wasserfreie Chromate“. Hier findet er sich innerhalb der Unterabteilung „Wasserfreie Chromate mit A+XO4“ als einziges Mitglied in einer unbenannten Gruppe mit der Systemnummer 35.03.01.

## Chemismus
Die idealisierte, theoretische Zusammensetzung von Krokoit Pb[CrO4] besteht aus 64,11 Gew.-% Blei (Pb), 16,09 Gew.-% Chrom (Cr) und 19,80 Gew.-% Sauerstoff (O). Je nach Fundort können gelegentlich geringe Anteile von Chrom durch Schwefel (S) und Blei durch Zink (Zn) ersetzt sein.
Bei hohen Temperaturen kann Krokoit Mischkristalle mit Anglesit (Pb[SO4]) bilden.

## Kristallstruktur
Krokoit kristallisiert monoklin in der Raumgruppe P21/n (Raumgruppen-Nr. 14, Stellung 2) mit den Gitterparametern a = 7,13 Å; b = 7,44 Å; c = 6,80 Å und β = 102,4° sowie 4 Formeleinheiten pro Elementarzelle.
Strukturell ähnelt Krokoit der Monazitstruktur, jedoch mit [CrO4]2+-Tetraedern und Pb2+-Ionen, die von je sieben O2−-Ionen aus sieben verschiedenen Tetraedern als nächsten Nachbarn umgeben sind.
Neben dem monoklinen Krokoit gibt es auch eine orthorhombische Modifikation, die sich synthetisch durch chemische Fällung von Bleichromat erzeugen lässt. Rhombisches Bleichromat hat die Gitterparameter a = 8,67 ±0,03 Å, b = 5,59 ±0,01 Å und c = 7,13 ±0,02 Å, ist jedoch instabil und wandelt sich nach kurzer Zeit in den stabilen monoklinen Krokoit um.
| Kristallstruktur von Krokoit |
| - mit Blickrichtung parallel zur a-Achse - mit Blickrichtung parallel zur b-Achse - mit Blickrichtung parallel zur c-Achse - räumliche Darstellung in der kristallographischen Standardausrichtung |
| Farbtabelle: _ Pb 0 _ Cr 0 _ O |

## Eigenschaften

### Morphologie

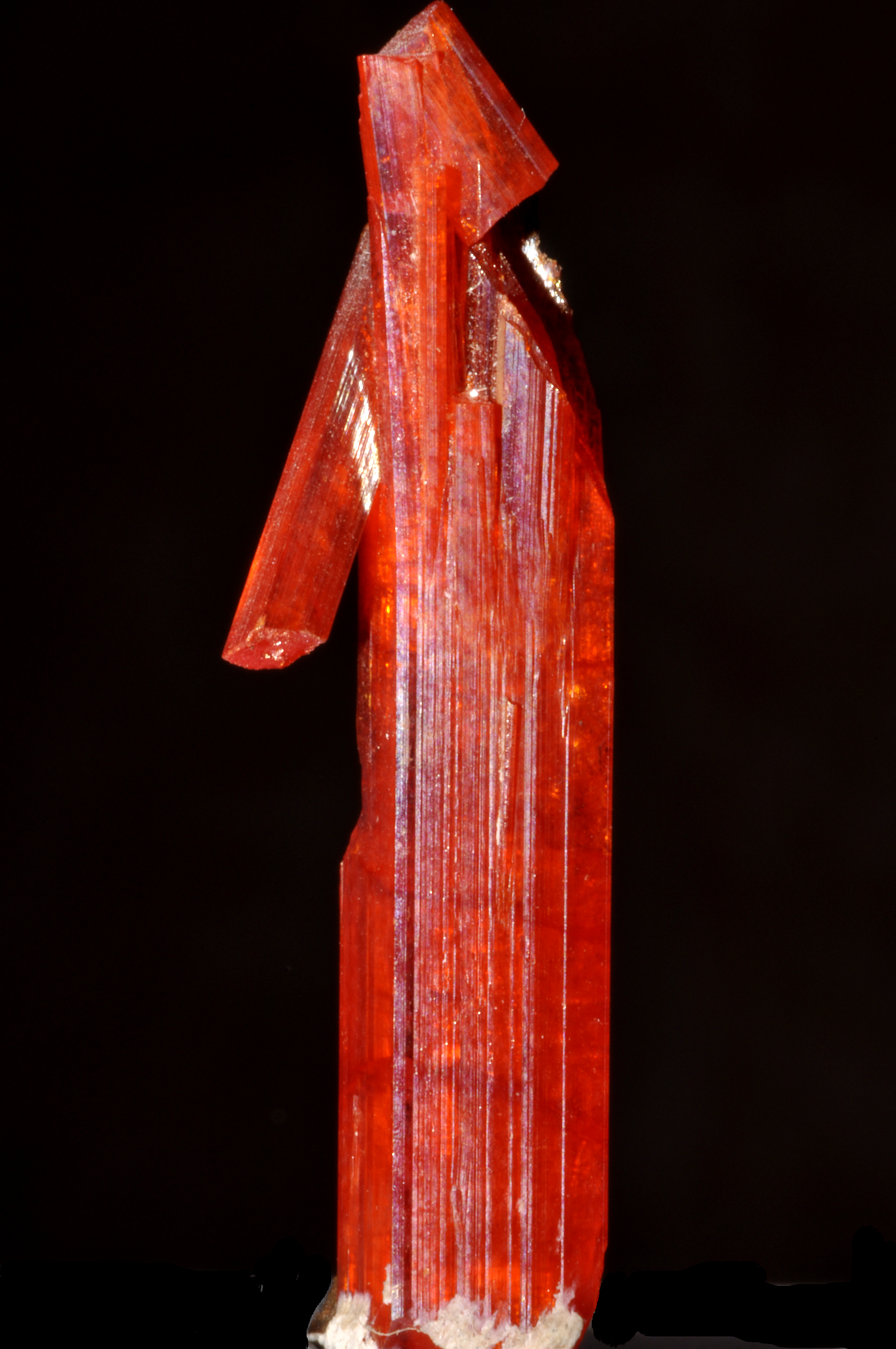
Krokoitkristall mit stark gestreiften Prismenflächen

Krokoit bildet formenreiche, prismatische Kristalle mit den trachtbestimmenden Flächen {110}, {120} und {111}. Untergeordnet treten auch {001}, {301} und {401} auf. Die Prismenflächen sind parallel der c-Achse [001] gestreift und die Prismen oft hohl.

### Chemische und physikalische Eigenschaften
Vor dem Lötrohr schmilzt Krokoit leicht (Schmelzpunkt: 844 °C) und zerknistert dabei stark. Auf Kohle verpufft er und bildet eine bleihaltige Schlacke, und auf Phosphorsalz- oder Boraxperle erhitzt, werden diese als Reaktion auf das enthaltene Chrom smaragdgrün gefärbt.
Krokoit löst sich in heißer Salzsäure, wobei Chlor frei und PbCl2 abgeschieden wird. Auch in Kaliumhydroxid (KOH) löst er sich unter Braunfärbung.
Unter UV-Licht zeigen manche Krokoite eine dunkelbraune Fluoreszenz.

## Modifikationen und Varietäten
Als Jossait bezeichnete August Breithaupt 1858 ein von General-Major von Jossa in Beresow erworbenes Mineral, das in kleinen gelborangen bis orangefarbigen Kristallen auf Vauquelinit vorkommt und als zinkhaltiges Bleichromat angesehen wurde. Inzwischen gilt Jossait als Gemenge aus Krokoit und Smithsonit.

## Bildung und Fundorte

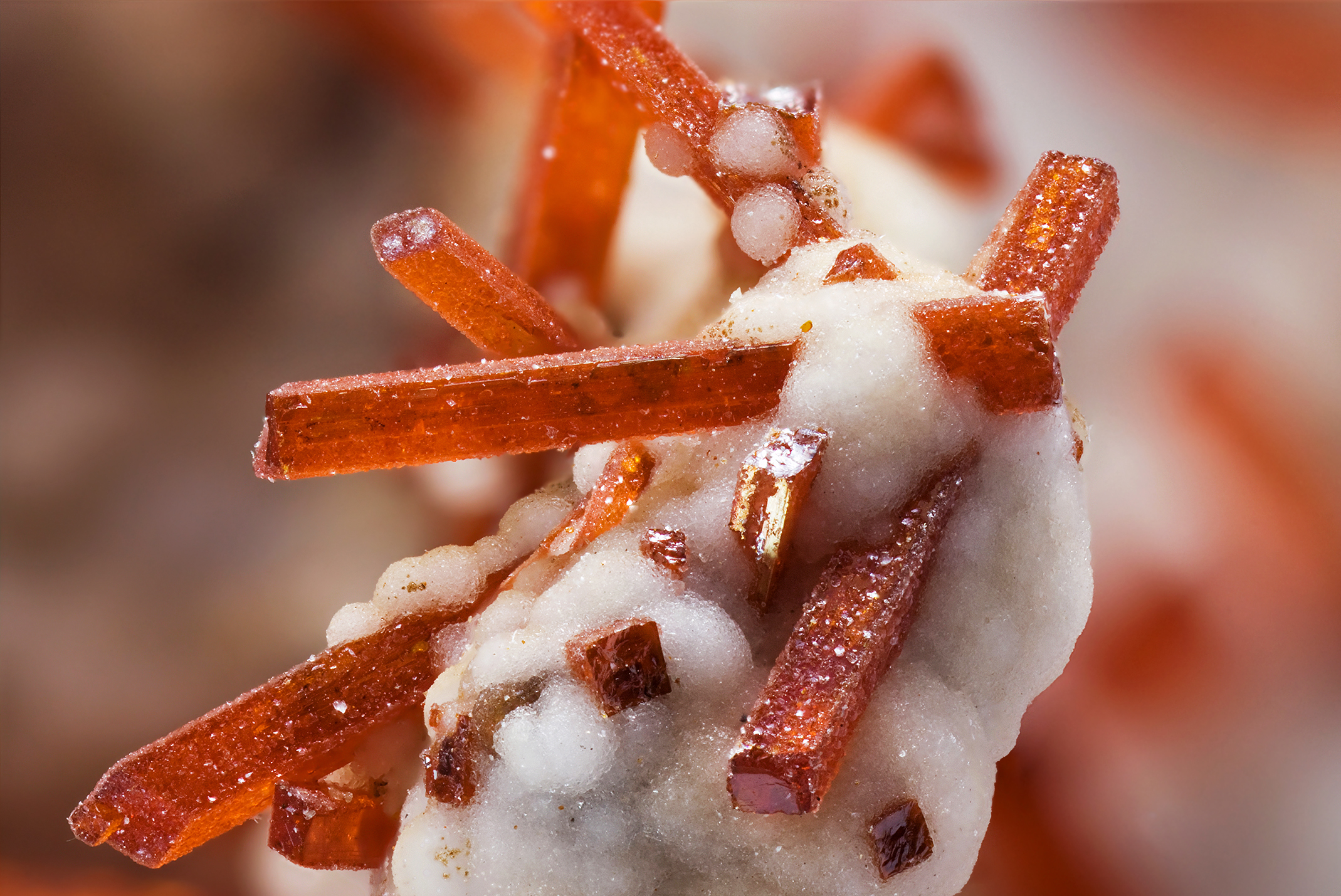
Dundasit (weiß) und Krokoit aus Dundas (Tasmanien)

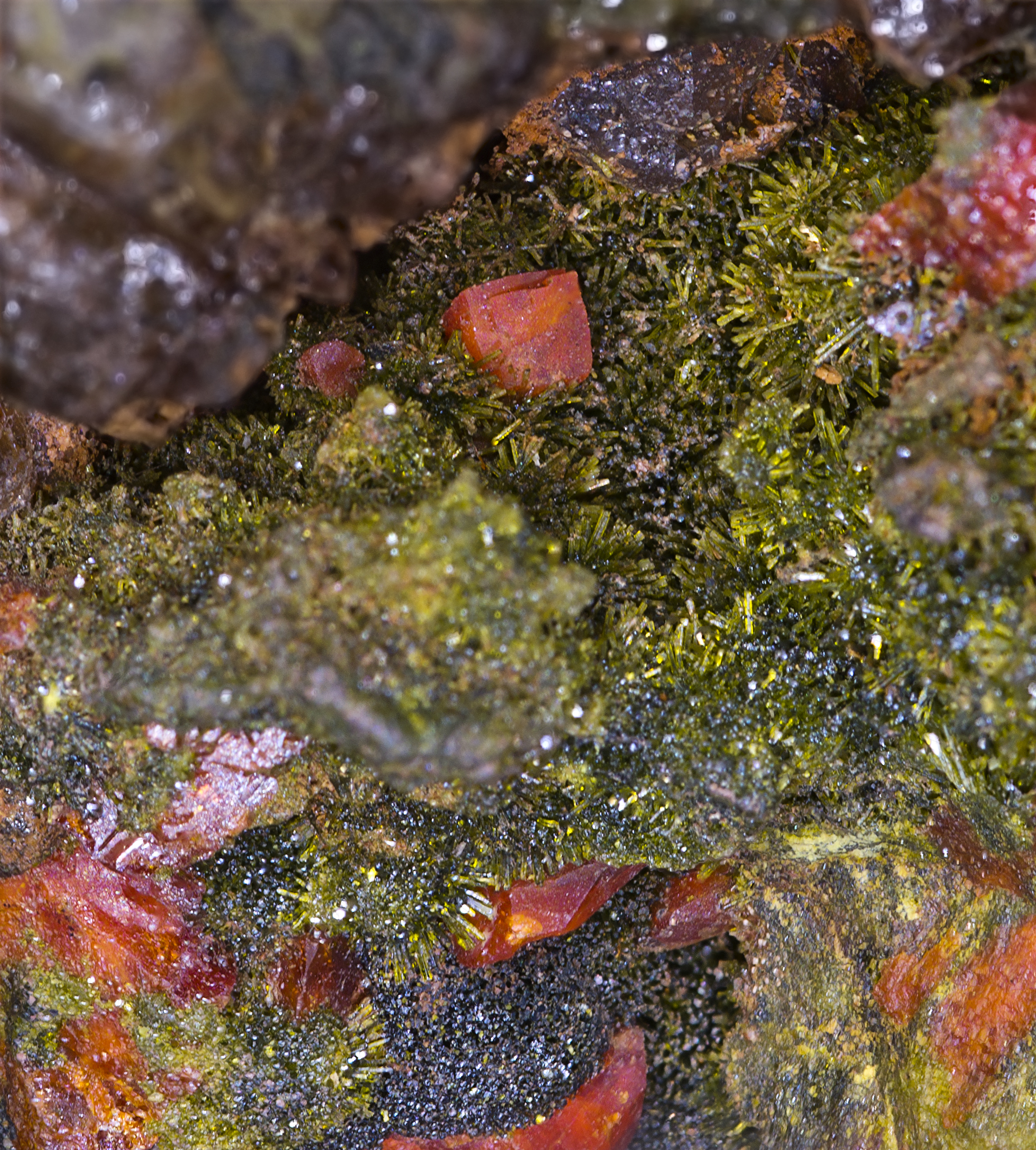
Krokoit und Pyromorphit (grün) aus der Typlokalität Berjosowski, Jekaterinburg, Ural, Russland (Sichtfeld: 1,5 cm)

Krokoit bildet sich als seltenes Sekundärmineral in der Oxidationszone von chromhaltigen Blei- und Galenit-Lagerstätten. Als Begleitminerale treten verschiedene Blei- und Chrom-Minerale wie unter anderem Anglesit, Cerussit, Descloizit, Dundasit, Embreyit, Phönikochroit, Pyromorphit, Vanadinit, Vauquelinit, Wulfenit sowie Quarz und Limonit auf.
Als seltene Mineralbildung konnte Krokoit bisher (Stand: 2014) nur an wenigen Orten nachgewiesen werden, wobei bisher rund 90 Fundorte dokumentiert sind (Stand 2019). Neben seiner Typlokalität im Bergwerk Tsvetnoi und anderen Bergwerken in der Umgebung der Gold-Lagerstätte von Berjosowski (Beresowsk), wo teilweise bis zu 4 cm lange Kristalle gefunden wurden, trat das Mineral in Russland noch in der Kupfer-Lagerstätte von Mednorudyanskoye bei Nižne Tagil (Nizhnii Tagil) und beim Weiler Totschilnyi Kljutsch nordwestlich von Resch in der Oblast Swerdlowsk sowie am Sukhovyaz nahe Werchni Ufalei in der Oblast Tscheljabinsk zutage.
In Deutschland fand man Krokoit unter anderem am Mechernicher Bleiberg und in der Grube „Grünbleiberg“ bei Niedergelpe in Nordrhein-Westfalen sowie bei Callenberg im sächsischen Landkreis Zwickau.
In Österreich kennt man das Mineral bisher nur vom Alpleskopf und Dirstentritt nahe der nordtiroler Gemeinde Nassereith.
Die bisher besten und größten Kristallstufen konnten im Bergwerksgebiet um Dundas auf Tasmanien in Australien geborgen werden, wo in mehreren Gruben bis zu 10 cm lange Kristalle geborgen werden konnten. Vor allem aus der „Adelaide Mine“ traten Stufen von mehreren Zentimetern bis über 25 cm Größe zutage.
Weitere Fundorte liegen unter anderem in Brasilien, Chile, China, Frankreich, Italien, Kanada, der Demokratischen Republik Kongo (Zaire), Mexiko, Namibia, den Philippinen, Rumänien, Simbabwe, der Slowakei, Südafrika, Tadschikistan, im Vereinigten Königreich (UK) und den Vereinigten Staaten von Amerika (USA).

## Verwendung
Als Erz hat Krokoit trotz seines hohen Chromgehaltes von bis zu 16,09 % keine Bedeutung, auch wenn das Mineral in Tasmanien einige Zeit abgebaut wurde. Als synthetisch hergestelltes Bleichromat findet es allerdings als sogenanntes „Chromgelb“ häufige Verwendung in Lacken und Dispersionsfarben.
Auch als Schmuckstein ist Krokoit trotz seiner schönen Farbe und seines Glanzes für den Handel nicht zu gebrauchen, da er zu weich und damit zu empfindlich ist. In seltenen Fällen wird er jedoch für Sammler in Edelstein-Form, meist Treppenschliff, geschliffen.